# Chiba Sota
Sota Chiba (sinh ngày 26 tháng 6 năm 1995) là một cầu thủ bóng đá người Nhật Bản.

## Sự nghiệp câu lạc bộ
Sota Chiba đã từng chơi cho FC Machida Zelvia và Saurcos Fukui.